# Accelerador de vulcanització
Els acceleradors de la vulcanització són additius que s'afegeixen als elastòmers per accelerar la reacció (catalitzadors) de vulcanització. Tot i que la reacció de vulcanització d'un cautxú és una cinètica de primer ordre, la velocitat amb què aquesta ocorre pot ser accelerada o desaccelerada per mitjà d'additius.
L'addició de sofre a l'elastòmer a vegades produeix una reacció lenta i ineficient. Els processos moderns de vulcanització utilitzen de forma comuna els acceleradors.
Tradicionalment els acceleradors de la vulcanització es classificaven com:
- Ultrarápids
- Molt ràpids
- Ràpids
- Mitjanament ràpids
- Lents

Actualment aquesta classificació ha passat a donar lloc a una classificació més científica, en funció de les diferents famílies de compostos que participen en la reacció.
En seleccionar els acceleradors és molt important tenir en compte que l'accelerador equivocat en quantitats excessives pot donar lloc a una explosió.

## Tipus
La classificació moderna no classifica segons la velocitat de reacció sinó en funció de la família química de l'accelerador.
- Ditiocarbamats
- Xantats
- Tiuramis
- Tiazols
- Aminoaldehids
- Guanidines